# Línea 657 (Interurbanos Madrid)
La línea 657 de la red de autobuses interurbanos de Madrid une el intercambiador de Moncloa con la urbanización Monteclaro de Pozuelo de Alarcón.

## Características
Esta línea une el intercambiador de Moncloa y el barrio de Aravaca con la urbanización Monteclaro de Pozuelo de Alarcón. El trayecto tiene una duración de 50 minutos entre cabeceras.
Circula por el carril Bus-VAO de la A-6 mientras esté abierto.
Siguiendo la numeración de líneas del CRTM, las líneas que circulan por el corredor 6 son aquellas que dan servicio a los municipios situados en torno a la A-6 y comienzan con un 6. Aquellas numeradas dentro de la decena 650 corresponden a aquellas que circulan por Pozuelo de Alarcón y Majadahonda.
Está operada por Avanza Movilidad Integral mediante concesión administrativa del Consorcio Regional de Transportes de Madrid.

## Horarios
| Lunes a viernes laborables (1 sept. - 31 julio)                                                          |
| A 6ː45                                                                                                   |
| De 7:05 a 23:16 cada 5-12 minutos                                                                        |
| A 23:35 - 23:55 - 0:20*                                                                                  |
| Los servicios de las 8:20, 14:34, 16:34, 18:58, 20:46, 21:46 y 22:34 sólo se realizan los días lectivos. |
| Lunes a viernes laborables (Agosto)                                                                      |
| De 6:48 a 9:48 cada 12 minutos                                                                           |
| A 9:58 - 10:12 - 10:24 - 10:33                                                                           |
| De 10:45 a 24:00 cada 15 minutos                                                                         |
| A 0:15*                                                                                                  |
| Sábados laborables                                                                                       |
| De 7:55 a 23:38 cada 25-30 minutos                                                                       |
| A 0:05*                                                                                                  |
| Domingos y festivos                                                                                      |
| De 8:10 a 15:15 cada 25 minutos                                                                          |
| De 15:42 a 22:42 cada 35 minutos                                                                         |
| A 23:22 - 0:05*                                                                                          |
| *Salen de la Calle de la Princesa.                                                                       |

| Lunes a viernes laborables (1 sept. - 31 julio) |
| De 6:00 a 22:22 cada 5-12 minutos |
| A 22ː40 - 23:00 - 23ː20* |
| Los servicios de las 6:25 y 13:52 sólo se realizan los días lectivos. El servicio de las 8:35 sale de la c. San Juan de la Cruz (sólo se realiza en días lectivos). |
| Lunes a viernes laborables (Agosto) |
| De 6:00 a 10:00 cada 12 minutos |
| De 10:00 a 23:15 cada 15 minutos |
| A 23ː30* |
| Sábados laborables |
| De 7:05 a 22:43 cada 25-30 minutos |
| A 23ː15* |
| Domingos y festivos |
| De 7:20 a 14:50 cada 25 minutos |
| De 15:25 a 21:50 cada 35 minutos |
| A 22:30 - 23ː10* |
| *Llegan a la Calle de la Princesa. |

## Recorrido y paradas
NOTA: Las paradas sombreadas en morado se realizan con el carril Bus-VAO abierto, mientras que las sombreadas en azul se realizan cuando circula por el lateral de la A-6.

### Sentido Pozuelo
| Código                                 | Parada                                        | Común con                                                                                             | Conexiones con Metro | Municipio          | Zona |
| -------------------------------------- | --------------------------------------------- | --- | -------------------- | ------------------ | ---- |
| Terminal de las expediciones diurnas   |                                               | |                      |                    |      |
| 17480                                  | Intercambiador de Moncloa (dársena 37)        | | Moncloa              | Madrid             |      |
| Terminal de las expediciones nocturnas |                                               | |                      |                    |      |
| 6003                                   | Moncloa (Ministerio del Aire)                 | 651 652 654 655 656 656A 658A N901 N902 N906                                                          | Moncloa              | Madrid             |      |
| Paradas del itinerario común           |                                               | |                      |                    |      |
| 1332                                   | Escuela Agronómica                            | 83 133 162 164 621 622 623 624 624A 625 627 628 629 651 652 653 654 655 656 656A 658                  |                      | Madrid             |      |
| 1334                                   | Palacio de La Moncloa                         | 83 133 162 164 621 622 623 624 624A 625 627 628 629 651 652 653 654 655 656 656A 658                  |                      | Madrid             |      |
| 1336                                   | Estadística - Geografía e Historia            | 83 133 162 651 652 653 654 655 656 656A 658                                                           |                      | Madrid             |      |
| 1338                                   | Veterinaria                                   | 83 133 162 164 621 622 623 624 624A 625 627 628 629 651 652 653 654 655 656 656A 658 661 661A 662 664 |                      | Madrid             |      |
| 06015                                  | Ctra. A6 - Bermeo                             | 815                                                                                                   |                      | Madrid             |      |
| 11670                                  | La Salle - El Aúriga                          | 815                                                                                                   |                      | Madrid             |      |
| 10888                                  | La Salle - Escuela Universitaria              | 815                                                                                                   |                      | Madrid             |      |
| 11143                                  | P.º Ermita - Santa Teresa                     | 656 656A                                                                                              |                      | Madrid             |      |
| 10585                                  | Ana Teresa - Pléyades                         | 656 656A                                                                                              |                      | Madrid             |      |
| 3444                                   | Ana Teresa - Antares                          | 160 656 656A                                                                                          |                      | Madrid             |      |
| 4795                                   | Pico Ocejón - Osa Mayor                       | 160 163 656 815                                                                                       |                      | Madrid             |      |
| 4789                                   | Golondrina - Veleta                           | 160 161                                                                                               |                      | Madrid             |      |
| 4790                                   | Glorieta Cirilo Martín Martín                 | 160 161                                                                                               |                      | Madrid             |      |
| 06352                                  | Gta. Río Záncara - Ctra. Húmera               | |                      | Madrid             |      |
| 09502                                  | Ctra. Húmera a Aravaca - Río Nela             | |                      | Madrid             |      |
| 06507                                  | Ctra. Húmera a Aravaca - Av. Talgo            | |                      | Madrid             |      |
| 06508                                  | Estados Unidos de América - Colegio           | |                      | Pozuelo de Alarcón |      |
| 16793                                  | Av. Europa - América                          | 3 |                      | Pozuelo de Alarcón |      |
| 09477                                  | Av. Europa - Colonia Valdecahonde             | 3 |                      | Madrid             |      |
| 09336                                  | Av. Europa - Est. Berna                       | 3 | Berna                | Pozuelo de Alarcón |      |
| 07505                                  | Av. Comunidad de Madrid - Est. Berna          | 3 |                      | Pozuelo de Alarcón |      |
| 09273                                  | Av. Comunidad de Madrid - Saturno             | |                      | Pozuelo de Alarcón |      |
| 09479                                  | Av. Comunidad de Madrid - Est. Avenida Europa | | Avenida de Europa    | Pozuelo de Alarcón |      |
| 07672                                  | Av. Europa - Est. Avenida Europa              | 657A 658A 2                                                                                           | Avenida de Europa    | Pozuelo de Alarcón |      |
| 09493                                  | Av. Europa - Dinamarca                        | 657A 658A 2                                                                                           |                      | Pozuelo de Alarcón |      |
| 20777                                  | Av. Europa - Ctra. de Húmera                  | 566 657A 2                                                                                            |                      | Pozuelo de Alarcón |      |
| 06859                                  | Av. Europa - Cerro de los Perdigones          | 566 657A 2                                                                                            |                      | Pozuelo de Alarcón |      |
| 06547                                  | Av. Europa - Av. España                       | 566 657A 2                                                                                            |                      | Pozuelo de Alarcón |      |
| 09481                                  | Portugal - Oporto                             | 657A                                                                                                  |                      | Pozuelo de Alarcón |      |
| 09048                                  | Av. Pablo VI - Chinchón                       | 560 650A 657A 658 815                                                                                 |                      | Pozuelo de Alarcón |      |
| 06883                                  | Av. Pablo VI - Rumanía                        | 560 815 2                                                                                             |                      | Pozuelo de Alarcón |      |
| 13211                                  | San Juan de la Cruz - C.º Alcorcón            | 564 3                                                                                                 |                      | Pozuelo de Alarcón |      |
| 09483                                  | San Juan de la Cruz - Cementerio              | 815                                                                                                   |                      | Pozuelo de Alarcón |      |
| 09485                                  | San Juan de la Cruz - Instituto               | 815                                                                                                   |                      | Pozuelo de Alarcón |      |
| 06882                                  | San Juan de la Cruz - Gerardo Diego           | 561 815                                                                                               |                      | Pozuelo de Alarcón |      |
| 08701                                  | Javier Fdez. Golfín - Parque d. Juan Borbón   | 561 561A 561B 566 650A                                                                                |                      | Pozuelo de Alarcón |      |
| 10008                                  | Ctra. Majadahonda - Universidad               | 561 561A 561B 565 650A 659                                                                            |                      | Pozuelo de Alarcón |      |
| 10856                                  | Av. Monteclaro - Ctra. Majadahonda            | |                      | Pozuelo de Alarcón |      |

### Sentido Madrid
| Código                                 | Parada                                         | Común con                                                                                         | Conexiones con Metro | Municipio          | Zona |
| -------------------------------------- | ---------------------------------------------- | ------------------------------------------------------------------------------------------------- | -------------------- | ------------------ | ---- |
| 10856                                  | Av. Monteclaro - Ctra. Majadahonda             |                                                                                                   |                      | Pozuelo de Alarcón |      |
| 08721                                  | Ctra. Majadahonda - Universidad                | 561 561A 561B 565 650B 659                                                                        |                      | Pozuelo de Alarcón |      |
| 08703                                  | José Navarro Reverter - Felipe Alfaro          | 561 561A 561B 566 650B 656A                                                                       |                      | Pozuelo de Alarcón |      |
| 18368                                  | Ctra. M515 - Javier Fdez. Golfín               | 561 561A 561B 566 650B 656A                                                                       |                      | Pozuelo de Alarcón |      |
| 06478                                  | Antonio Becerril - Javier Fdez. Golfín         | 561 561A 561B 562 564 566 650B 656 656A 3                                                         |                      | Pozuelo de Alarcón |      |
| 10854                                  | San Juan de la Cruz - Lope de Vega             | 657A 1                                                                                            |                      | Pozuelo de Alarcón |      |
| 10857                                  | San Juan de la Cruz - Cementerio               | 657A 1                                                                                            |                      | Pozuelo de Alarcón |      |
| 10855                                  | C.º Alcorcón - San Juan de la Cruz             | 564 657A 1 2                                                                                      |                      | Pozuelo de Alarcón |      |
| 06445                                  | Antonio Becerril - Ayuntamiento                | 561 561A 561B 562 564 566 650B 656 656A 657A 815 1 2 3                                            |                      | Pozuelo de Alarcón |      |
| 08700                                  | Ctra. Carabanchel - Cirilo Palomo              | 561 561A 561B 562 564 566 650B 657A 658 815 1 3                                                   |                      | Pozuelo de Alarcón |      |
| 06884                                  | Av. Pablo VI - Rumanía                         | 560 561 561A 561B 562 650B 658 815 1 3                                                            |                      | Pozuelo de Alarcón |      |
| 09047                                  | Av. Pablo VI - París                           | 560 561 561A 561B 562 566 650B 657A 658 815 1 2 3                                                 |                      | Pozuelo de Alarcón |      |
| 09482                                  | Portugal - Av. Pablo VI                        | 657A 3                                                                                            |                      | Pozuelo de Alarcón |      |
| 06549                                  | Av. Europa - Holanda                           | 657A 3                                                                                            |                      | Pozuelo de Alarcón |      |
| 06860                                  | Av. Europa - Mónaco                            | 657A 3                                                                                            |                      | Pozuelo de Alarcón |      |
| 20778                                  | Av. Europa - Ctra. de Húmera                   | 657A 3                                                                                            |                      | Pozuelo de Alarcón |      |
| 09494                                  | Av. Europa - Finlandia                         | 657A 658A 3                                                                                       |                      | Pozuelo de Alarcón |      |
| 09480                                  | Av. Europa - Est. Avenida Europa               | 657A 658A 3                                                                                       | Avenida de Europa    | Pozuelo de Alarcón |      |
| 07677                                  | Av. Comunidad de Madrid - Est. Avenida Europa  |                                                                                                   | Avenida de Europa    | Pozuelo de Alarcón |      |
| 07504                                  | Av. Comunidad de Madrid - Londres              |                                                                                                   |                      | Pozuelo de Alarcón |      |
| 07515                                  | Av. Comunidad de Madrid - Suiza                |                                                                                                   |                      | Pozuelo de Alarcón |      |
| 09337                                  | Av. Europa - Est. Berna                        | 2                                                                                                 | Berna                | Pozuelo de Alarcón |      |
| 09478                                  | Av. Europa - Colonia Valdecahonde              | 2                                                                                                 |                      | Madrid             |      |
| 09339                                  | Av. Europa - América                           | 2                                                                                                 |                      | Pozuelo de Alarcón |      |
| 06510                                  | América - Colegio                              |                                                                                                   |                      | Pozuelo de Alarcón |      |
| 06511                                  | Ctra. Húmera a Aravaca - Av. Talgo             |                                                                                                   |                      | Madrid             |      |
| 09501                                  | Ctra. Húmera a Aravaca - Valle del Pas         |                                                                                                   |                      | Madrid             |      |
| 18365                                  | Ctra. Húmera a Aravaca - Rosa Luxemburgo       |                                                                                                   |                      | Madrid             |      |
| 50001                                  | Ctra. Húmera a Aravaca - Virgen de los Rosales |                                                                                                   |                      | Madrid             |      |
| 4793                                   | Carretera de Húmera-Riaza                      | 160 161                                                                                           |                      | Madrid             |      |
| 3440                                   | Carretera de Húmera-Fuente del Rey             | 160 161                                                                                           |                      | Madrid             |      |
| 6272                                   | Araquil - Paseo Ermita                         | 160 161 656                                                                                       |                      | Madrid             |      |
| 3443                                   | Pléyades - Ana Teresa                          | 160 161 656                                                                                       |                      | Madrid             |      |
| 06268                                  | Av. Padre Huidobro - Pº Ermita                 | 621 622 623 625 627 628 629 631 635 641 642 643 651 652 653 654 655 656 656A 661 661A 662 664 815 |                      | Madrid             |      |
| 4311                                   | Padre Huidobro - Carretera de Castilla         | 162 621 622 623 624 624A 625 627 628 629 651 652 653 654 655 656 656A 658                         |                      | Madrid             |      |
| 23                                     | Estadística - Geografía e Historia             | Autobuses interurbanos del Corredor 6                                                             |                      | Madrid             |      |
| 1335                                   | Palacio de La Moncloa                          | Autobuses interurbanos del Corredor 6                                                             |                      | Madrid             |      |
| 1333                                   | Escuela Agronómica                             | Autobuses interurbanos del Corredor 6                                                             |                      | Madrid             |      |
| Terminal de las expediciones diurnas   |                                                |                                                                                                   |                      |                    |      |
| 17480                                  | Intercambiador de Moncloa (dársena 37)         |                                                                                                   | Moncloa              | Madrid             |      |
| Terminal de las expediciones nocturnas |                                                |                                                                                                   |                      |                    |      |
| 6003                                   | Moncloa (Ministerio del Aire)                  | 651 652 654 655 656 656A 658A N901 N902 N906                                                      | Moncloa              | Madrid             |      |

## Galería de imágenes

Mapa de la distribución de dársenas del intercambiador de Moncloa con la distribución de cabeceras de las líneas de autobuses, entre las que aparece la línea 657.